# Castillo de San Antonio de Salgar
El castillo de San Antonio de Salgar es una edificación ubicada en el corregimiento de Salgar, municipio de Puerto Colombia, en el noroccidente del departamento del Atlántico, Colombia. Se encuentra a 15 minutos de Barranquilla. Fue construido en 1848 sobre las ruinas del antiguo fortín de San Antonio. Se encuentra localizado sobre una pendiente al occidente de las playas de Salgar. Es un lugar de interés histórico, pues fue un fuerte español que sirvió como presidio.
En un principio, esta obra arquitectónica fue construida como "el fortín de San Antonio", para inspeccionar y controlar el contrabando. Posteriormente, en los inicios de la República, el general Tomás Cipriano de Mosquera le inyectó una importante inversión para adaptarlo como estación de control aduanero.
Con el transcurrir de los años se convirtió en punto de control y defensa, cárcel,sede de un colegio, de un instituto para personas discapacitadas e instituto académico de la facultad de Bellas Artes de la Universidad del Atlántico.
Recientemente restaurado, en la actualidad alberga un restaurante y sirve como centro de eventos y escenario para la recreación familiar y cultural en la Costa Caribe de Colombia.

## Historia
El castillo fue construido en la época virreinal (Virreinato de Nueva Granada, España). Se encontraba en un sitio importante y estratégico. A través del río Magdalena, las embarcaciones que venían del exterior utilizaban este "puente" para comprar y vender mercancías evadiendo de esta manera los impuestos. Por esta problemática, los españoles se vieron forzados a reconstruir la fortificación para evitar el tráfico indebido de compra y venta de mercancías. La construcción del castillo se realizó sobre un montículo, de tal manera que se pudiese observar la venida de embarcaciones sospechosas.
Con el pasar de los años se fue incrementando el tráfico indebido de mercancías, evadiendo cualquier tipo de control; por todo esto, se ordenó la construcción de una oficina pública de la aduana para registrar el tráfico internacional de mercancías. Esta iniciativa fue propuesta por el banquero Esteban Márquez.
Para el año de 1876, por disposición del presidente de Colombia, Santiago Pérez Manosalva, la aduana es trasladada a Barranquilla debido a la compra del ferrocarril en Bolívar y con el pasar del tiempo, la construcción dejó de cumplir con las funciones para lo cual fue construida, cuando se acometieron y concluyeron las obras del muelle de Puerto Colombia, el cual acaparó todo el movimiento portuario. La edificación dejó de prestar su servicio y fue abandonada por más de 60 años. En 1940 se le hace una intervención por iniciativa del doctor Julio Enrique Blanco, se adecuó como centro recreacional para la Secretaría de Educación.
Luego de décadas de estar abandonado, a fines del siglo XX fue restaurado para ser adecuado como casa de eventos de la caja de compensación familiar Comfamiliar Atlántico, la cual lo adquirió en comodato a la gobernación del Atlántico.

## La edificación
El castillo se encuentra en una fuerte pendiente, al occidente de las playas de Salgar (Atlántico). Esta fortificación consta de una serie de muros con bases holgadas que se extienden sobre los corredores. Por otra parte, las baterías del castillo, ubicadas en sitios estratégicos, tenían en su mira toda la bahía. A mediados de la década de los años 90, los únicos dos cañones que tenía el castillo fueron robados; eran considerados en su momento como un símbolo. Estos cañones custodiaban la fortificación.
En esta edificación se destacan la entrada principal, los extensos pasillos, la arquitectura colonial, la ubicación estratégica, las terrazas alternas ubicadas en el segundo y tercer piso y el gramado.
El castillo resalta por su enorme entrada, sus amplios corredores y sus extensas terrazas donde se encuentran restaurantes y sirve como escenario para eventos culturales. Esta construcción se constituye en el más formidable e histórico complejo defensivo de la arquitectura española, además de estar considerado como un patrimonio y bien cultural de la nación.
En la década de los años 40, luego de ser un lugar abandonado, se reconstruyó el castillo con la idea de convertirlo en un sitio turístico, exclusivo para presidentes, para un centro de educación escolar o también para fomentar el desarrollo y la actividad cultural. Con el transcurrir de los años, el castillo también fue utilizado durante un período corto como centro artístico por la Universidad del Atlántico. Y en una ocasión, el Instituto Colombiano de Bienestar Familiar (ICBF), entidad adscrita al Ministerio de la Protección Social, creada para dar respuesta a problemáticas, tales como la deficiencia nutricional, la desintegración e inestabilidad de la familia, la pérdida de valores y la niñez abandonada lo utilizó como un "centro de rehabilitación para menores de edad".

## Escenario cultural
Actualmente el castillo goza de una serie de instalaciones propias para la exposición de obras culturales y de escenarios musicales (interpretación de música folclórica y caribeña). También cuenta con restaurantes donde se ofrece diversidad de comidas propias de la región. Es un lugar de reuniones empresariales, de diversos eventos sociales y académicos. Además cuenta con una pinacoteca y una biblioteca.
Algunas personalidades del mundo artístico han tomado como escenario el castillo de San Antonio de Salgar. Entre los personajes se encuentran por ejemplo, los cantantes colombianos Joe Arroyo y Naty Botero, que grabaron una canción llamada «Esta noche es nuestra» y cuyo vídeo se rodó precisamente en el castillo.

## Patrimonio nacional

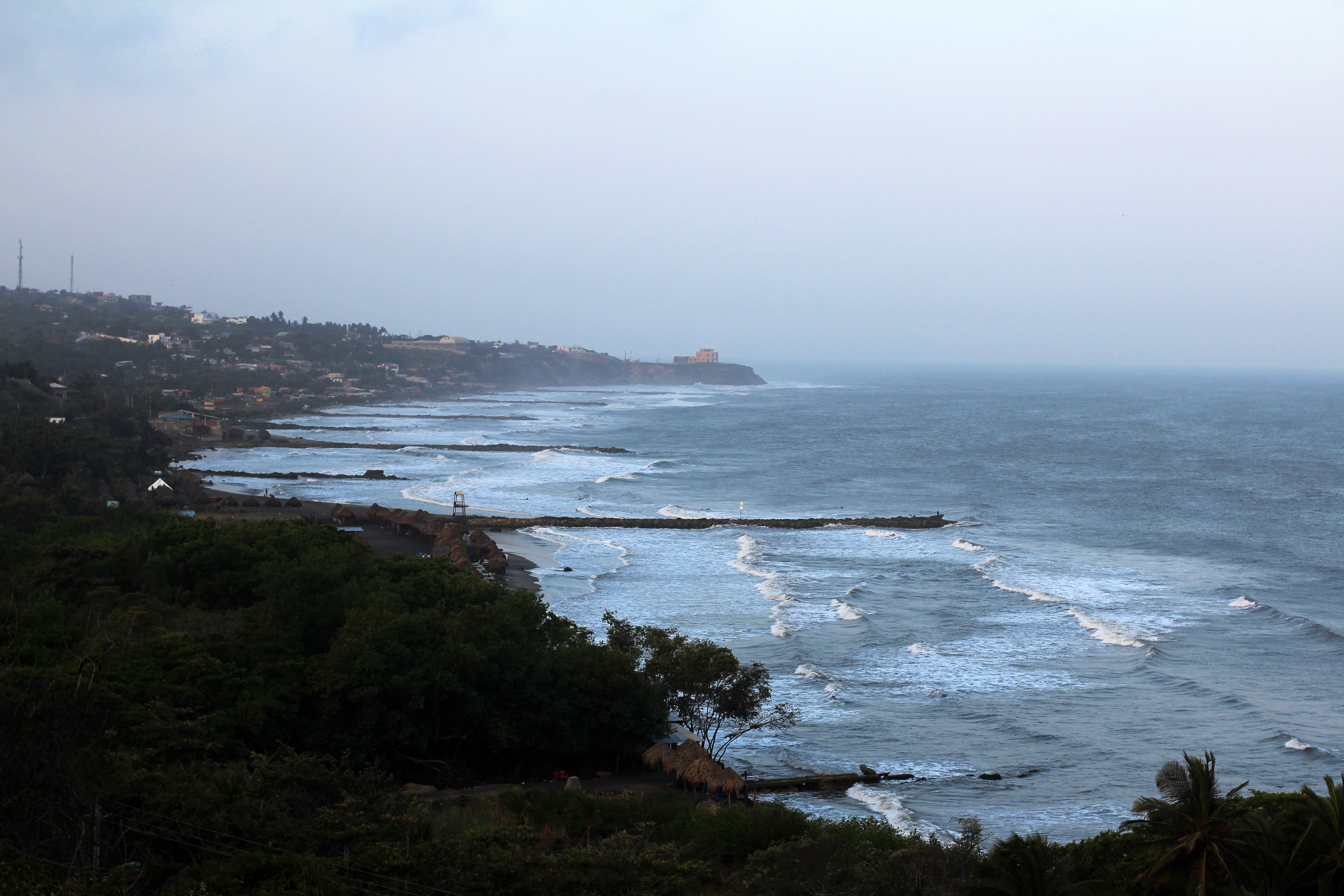
En el centro de la foto, el castillo de Salgar.

El castillo de Salgar fue declarado el 13 de julio de 1988 "Patrimonio y bien Cultural de la Nación" por el Gobierno Nacional a través del Ministerio de Cultura de Colombia. El Ministerio de Cultura, asesorado por el Consejo de Monumentos Nacionales, es el encargado del manejo y la protección de este tipo de patrimonios culturales de la Nación. Este valor cultural permite que el bien se proteja mediante una declaratoria como Bien de Interés Cultural, en el marco de la Ley 397 de 1997, para lo cual se deberá tener en cuenta su importancia en el ámbito correspondiente (nacional, departamental, distrital, municipal o territorio indígena).
Tanto el muelle de Puerto Colombia, como el castillo, forman parte del conjunto de inmuebles de valor patrimonial que caracterizan el corredor histórico del ferrocarril de Bolívar.